# Conquextla
Conquextla es una congregación del municipio de Ilamatlán ubicado en la región de la Huasteca Baja del estado mexicano de Veracruz.

## Geografía
La localidad de Conquextla se sitúa en las coordenadas geográficas 20°44′11″N 98°26′39″O / 20.736389, -98.444167, a una elevación de 791 metros sobre el nivel del mar.

## Demografía
Según el Conteo de Población y Vivienda 2020, efectuado por el Instituto Nacional de Estadística y Geografía, la localidad de Conquextla tiene 507 habitantes, de los cuales 261 son del sexo masculino y 246 del sexo femenino. La tasa de fecundidad es de 3.09 hijos por mujer y tiene 91 viviendas particulares habitadas.
| Gráfica de evolución demográfica de Conquextla entre 1900 y 2020 |
|                                                                  |
| INEGI.                                                           |